# Ксантопсия
Ксантопси́я (xanthopsia, от греч. xanthos «желтый» + opsis «зрение») — один из видов нарушения цветового зрения (человек видит все предметы в жёлтом цвете).  Наиболее часто ксантопсия возникает при желтухе. Появляется при отравлении некоторыми химическими препаратами (например, пикриновой кислотой, амилнитритом, сантонином и другими). Может возникать при долгом применении наперстянки. Также иногда развивается как один из симптомов некоторых заболеваний (поражение гельминтами, брюшной тиф, неврастении, диабет,  прогрессирующий атеросклероз сосудов головного мозга). Патогенез этого явления на данный момент изучен недостаточно, но основными причинами возникновения ксантопсии считаются либо функциональные нарушения в работе зрительного анализатора, либо проникновение красящих веществ в преломляющую среду глаза. 